# Rubus porphyrocaulis
Rubus porphyrocaulis är en rosväxtart som beskrevs av Newton. Rubus porphyrocaulis ingår i släktet rubusar, och familjen rosväxter. Inga underarter finns listade i Catalogue of Life.